# Conferenza episcopale paraguaiana
La Conferenza episcopale paraguaiana (Conferencia Episcopal Paraguaya, CEP) è un organismo della chiesa cattolica che riunisce l'episcopato del Paraguay. La Conferenza è uno dei membri del Consiglio episcopale latinoamericano (CELAM).

## Storia
Già dal 1929 alcuni vescovi del Paese iniziano ad esercitare un magistero collegiale tramite la pubblicazione di lettere e decreti pastorali congiunti; e dal 1955 decidono di riunirsi regolarmente. L'anno successivo nasce la Conferencia Episcopal en el Paraguay, che diventa poi Venerable Episcopado Paraguayo, ed infine nel 1960 assume la denominazione attuale.

## Membri ed organismi
Fanno parte della CEP arcivescovi e vescovi (titolari, emeriti, coadiutori) della Chiesa cattolica in Paraguay, comprensivo dell'ordinario militare.

## Elenco dei presidenti
- Arcivescovo Juan José Aníbal Mena Porta (1958 – 1970)
- Vescovo Ramón Pastor Bogarín Argaña (1970 – 1973)
- Vescovo Felipe Santiago Benítez Avalos (1973 – 1985)
- Arcivescovo Ismael Blas Rolón Silvero, S.D.B. (1985 – 1989)
- Arcivescovo Felipe Santiago Benítez Avalos (1989 – 1990)
- Vescovo Jorge Adolfo Carlos Livieres Banks (1990 – 1994)
- Vescovo Oscar Páez Garcete (1994 – 1999)
- Vescovo Jorge Adolfo Carlos Livieres Banks (1999 – 2002)
- Vescovo Catalino Claudio Giménez Medina (2002 – 2005)
- Vescovo Ignacio Gogorza Izaguirre, S.C.I. di Béth. (novembre 2005 – novembre 2008)
- Arcivescovo Eustaquio Pastor Cuquejo Verga, (novembre 2008 - novembre 2011)
- Vescovo Catalino Claudio Giménez Medina (novembre 2011 - 9 novembre 2018)
- Cardinale Adalberto Martínez Flores (9 novembre 2018 - 6 novembre 2024)
- Vescovo Pierre Jubinville, C.S.Sp., dal 6 novembre 2024

## Elenco dei vicepresidenti
- Arcivescovo Eustaquio Pastor Cuquejo Verga, C.SS.R. (2005 - 2008)
- Vescovo Catalino Claudio Giménez Medina, I.Sch. (2008 - novembre 2011)
- Arcivescovo Edmundo Ponziano Valenzuela Mellid, S.D.B. (novembre 2011 - 3 novembre 2015)
- Vescovo Ricardo Jorge Valenzuela Ríos (3 novembre 2015 - 9 novembre 2018)
- Vescovo Pierre Laurent Jubinville, C.S.Sp. (9 novembre 2018 - 6 novembre 2024)
- Vescovo Miguel Ángel Cabello Almada, dal 6 novembre 2024

## Elenco dei segretari generali
- Vescovo Ricardo Jorge Valenzuela Ríos (2002 - 2005)
- Vescovo Adalberto Martínez Flores (2005 - 2011)
- Vescovo Adalberto Martínez Flores (novembre 2011 - 3 novembre 2015)
- Vescovo Joaquín Hermes Robledo Romero (3 novembre 2015 - 9 novembre 2018)
- Vescovo Amancio Francisco Benítez Candia (9 novembre 2018 - 6 novembre 2024)
- Vescovo Roberto Carlos Zacarías López, dal 6 novembre 2024